# Powering Past Coal Alliance

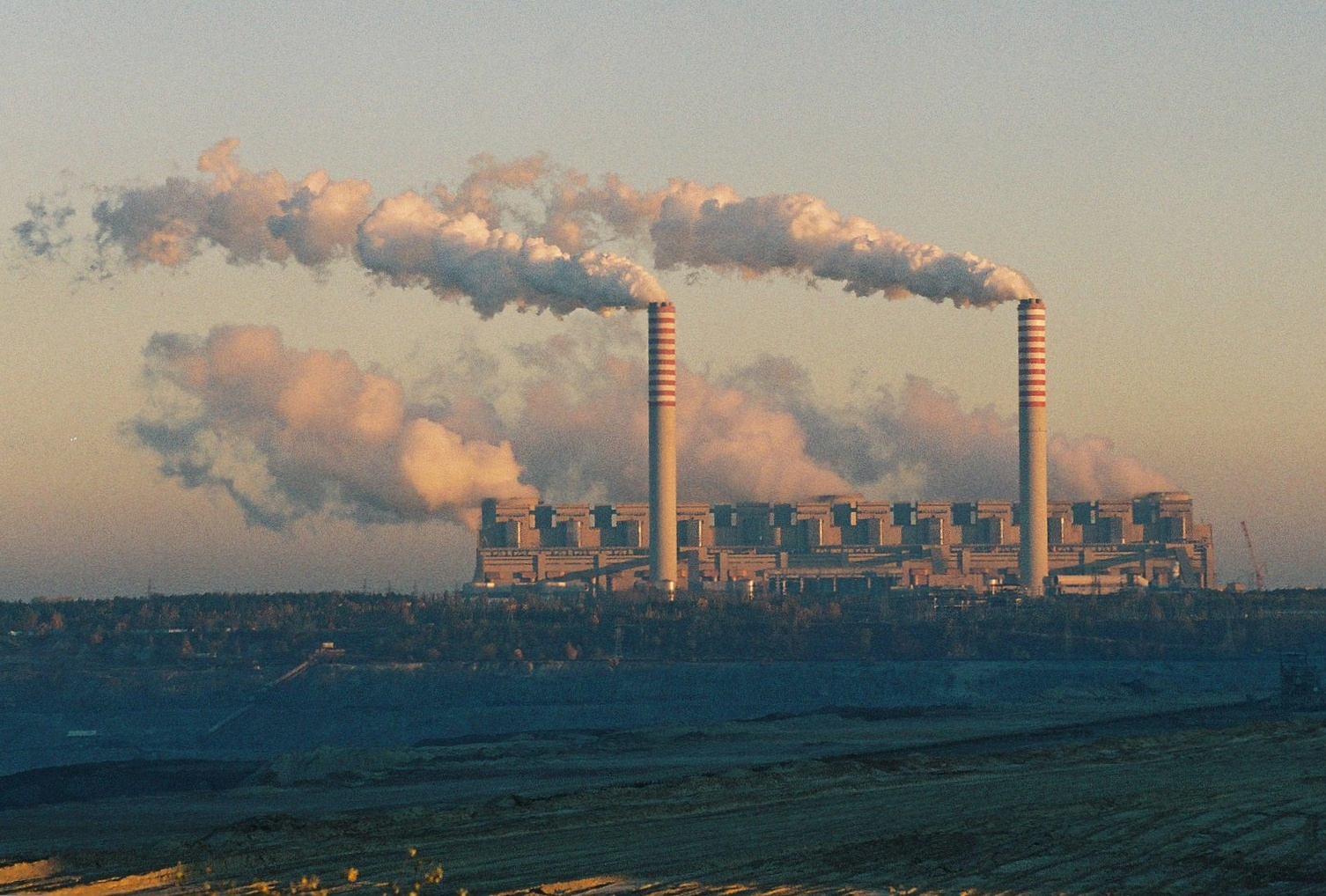
Centrale au charbon

La Powering Past Coal Alliance (PPCA) est un groupe de 137 pays, villes, régions et organisations visant à accélérer la suppression des combustibles fossiles des centrales électriques au charbon, à l'exception des très rares qui disposent de systèmes de captage et de stockage du carbone. Il a été décrit comme un « traité de non-prolifération » pour les combustibles fossiles. Le projet a été entrepris avec le soutien financier du gouvernement du Canada, par l'intermédiaire de son ministère de l'Environnement, connu sous le nom d'Environnement et Changement climatique Canada.

## Histoire
L'Alliance a été lancée par le Canada et le Royaume-Uni lors de la conférence de Bonn de 2017 sur les changements climatiques.
À la fin du sommet, le nombre de membres était passé à plus de 20 pays, régions et organisations. En l'espace d'un mois, le nombre de membres était passé à plus de 50. Son objectif est d'établir une nouvelle norme internationale, ou « standard de comportement approprié », selon laquelle le charbon ne devrait pas être brûlé pour produire de l'électricité.
En avril 2018, un partenariat de recherche a été annoncé avec Bloomberg Philanthropies.
En octobre 2018, la province sud-coréenne de Chungcheong du Sud est devenue la première juridiction d'Asie et le plus grand utilisateur d'énergie charbonnière à rejoindre l'Alliance. En décembre 2018, Sydney, Melbourne, l'Écosse, Scottish Power, le Sénégal et Israël ont également rejoint le groupe ; et en septembre 2019, sept nouveaux membres ont rejoint l'Alliance, dont l'Allemagne et la Slovaquie.

## Objectifs
Les membres de l'Alliance conviennent que :
- Les gouvernements/États élimineront progressivement l'énergie au charbon traditionnelle existante,
- Les gouvernements/États créeront un moratoire sur toutes les nouvelles centrales électriques au charbon traditionnelles sans captage et stockage du carbone opérationnels,
- Les entreprises/organisations alimenteront leurs opérations sans charbon,
- Les membres veilleront à ce que les politiques et les investissements soutiennent l'énergie propre,
- Les membres restreindront le financement de l'énergie traditionnelle au charbon sans captage et stockage du carbone.